# Ricardo Baccay
Ricardo Lingan Baccay (ur. 3 kwietnia 1961 w Tuguegarao) – filipiński duchowny katolicki, arcybiskup Tuguegarao od 2020.

## Życiorys

### Prezbiterat
Święcenia kapłańskie otrzymał 10 kwietnia 1987 i został inkardynowany do archidiecezji Tuguegarao. Po święceniach został sekretarzem arcybiskupim, zaś w latach 1993-2005 pracował jako proboszcz dwóch parafii w Tuguegarao. W 2005 mianowany rektorem niższego seminarium.

### Episkopat
23 lutego 2007 papież Benedykt XVI mianował go biskupem pomocniczym archidiecezji Tuguegarao oraz biskupem tytularnym Gabala. Sakry biskupiej udzielił mu 10 kwietnia 2007 nuncjusz apostolski na Filipinach - arcybiskup Fernando Filoni.
20 lutego 2016 papież Franciszek mianował go biskupem ordynariuszem Alaminos. Ingres odbył się 4 maja 2007.
18 października 2019 został mianowany arcybiskupem metropolitą Tuguegarao, zaś 14 stycznia 2020 kanonicznie objął urząd.